# Saint-Julien-en-Vercors
Saint-Julien-en-Vercors település Franciaországban, Drôme megyében. Lakosainak száma 252 fő (2022. január 1.). Saint-Julien-en-Vercors Saint-Martin-en-Vercors, Villard-de-Lans, Châtelus, Choranche és Rencurel községekkel határos.

## Népesség
A település népessége az elmúlt években az alábbi módon változott:
| Lakosok száma | 199  | 169  | 182  | 220  | 252  | 246  | 238  | 231  | 228  | 252  |
|               | 1968 | 1982 | 1990 | 2006 | 2013 | 2015 | 2017 | 2019 | 2020 | 2022 |